# 地雷战
《地雷战》，中国电影，1962年，八一电影制片厂以海阳地雷战真实历史为背景，在海阳拍摄了军事教育片《地雷战》。同年上映，全国观众家喻户晓。主演白大均、董元夫等。该片在1974年的第14届维也纳国际电影节获纪念奖。

## 情节概述
1942年抗战时期，胶东抗日根据地赵家庄等村庄，为应对日军扫荡，雷主任与民兵队长赵虎等人利用地雷作战，沉重打击了来犯之敌。